# Transport kolejowy w Ełku

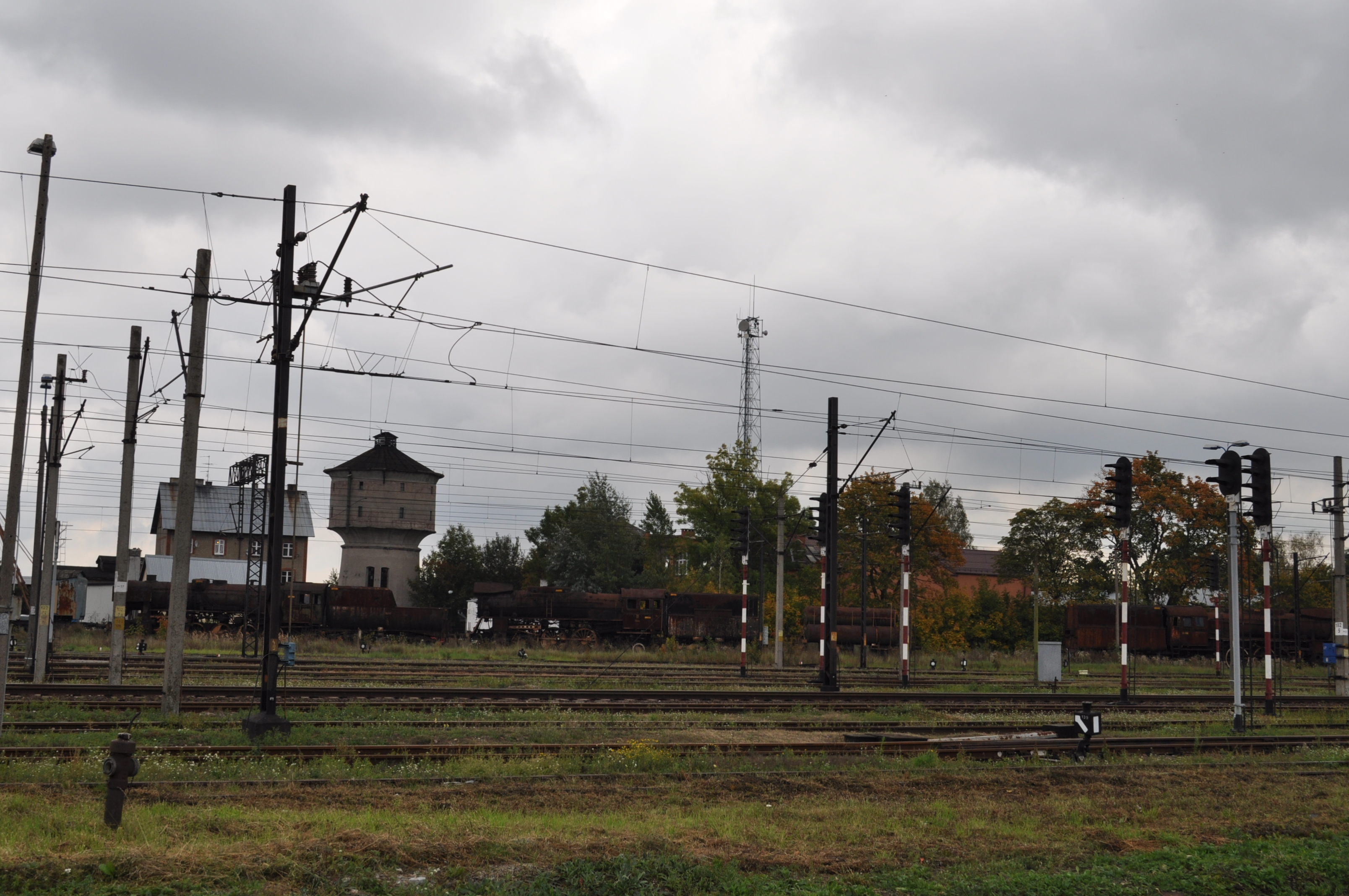
Przestrzenny układ komunikacyjny kolei w Ełku

Transport kolejowy w Ełku – ełcki węzeł kolejowy jest pięciokierunkowym węzłem kolejowy na Mazurach, w Ełku, w województwie warmińsko-mazurskim, w Polsce.  Stacja kolejowa od 8 grudnia 1868 roku, a od 1879 jako węzeł kolejowy. Do maja 1992 prowadzony był ruch planowy z trakcją parową obsługiwany przez tutejszą parowozownię, drugi w kraju co do długości eksploatacji parowozów po węźle wolsztyńskim. Od 1990 roku zelektryfikowany, jedynie w kierunku Białegostoku. Wszystkie linie są jednotorowe.

## Linie kolejowe
Obecnie łączący pięć kierunków linii kolejowych normalnotorowych zbiegających się w Ełku. Linie łączące węzeł z innymi miastami to:
- Linia kolejowa nr 38, z której kursują pociągi z Białegostoku oraz do Korsz, z których linią nr 353 docierają do stacji Olsztyn Główny.
- Linia kolejowa nr 41 do Gołdapi przez Olecko (nieczynna na odcinku Olecko-Gołdap), czynna jedynie w ruchu towarowym;
- Linia kolejowa nr 219 do Olsztyna Głównego przez Szczytno
- Linia kolejowa nr 223 do Czerwonki przez Mrągowo (nieczynna na odcinku Orzysz - Mikołajki), czynna jedynie w towarowym[4];

Ponadto odchodzi linia wąskotorowa Ełckiej Kolei Wąskotorowej o prześwicie toru 750 mm: Ełk Wąskotorowy-Turowo (nieczynna na odc. Sypitki-Turowo) czynna w sezonowym ruchu turystycznym. 
Linie kolejowe nr 38 i 41 stanowią część linii kolejowej E75 tzw. Rail Baltica. Modernizacja trasy miałby się rozpocząć w roku 2020. 

## Stacje kolejowe
Stacje:

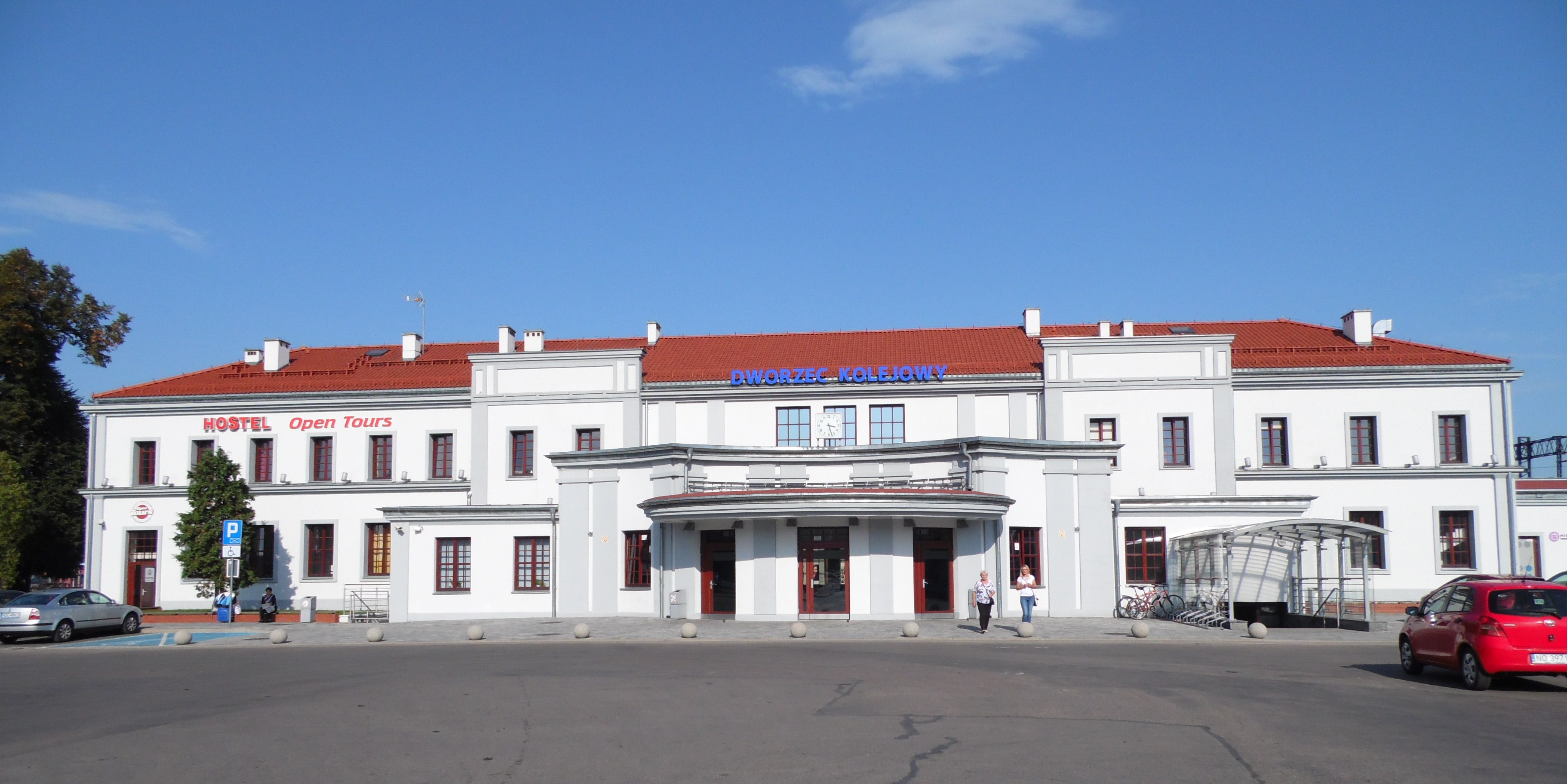
Dworzec kolejowy w Ełku

- Ełk - największa stacja węzła ełckiego, obsługująca ruch osobowy i towarowy, bocznice, parowozownia;
- Ełk Towarowy - stacja towarowa, obsługa bocznic;
- Ełk Wąskotorowy - stacja z ruchem osobowym sezonowym turystycznym, stacja styczna dla stacji Ełk.

Przy stacji Ełk zlokalizowane były liczne jednostki organizacyjne kolei.

## Przystanki osobowe

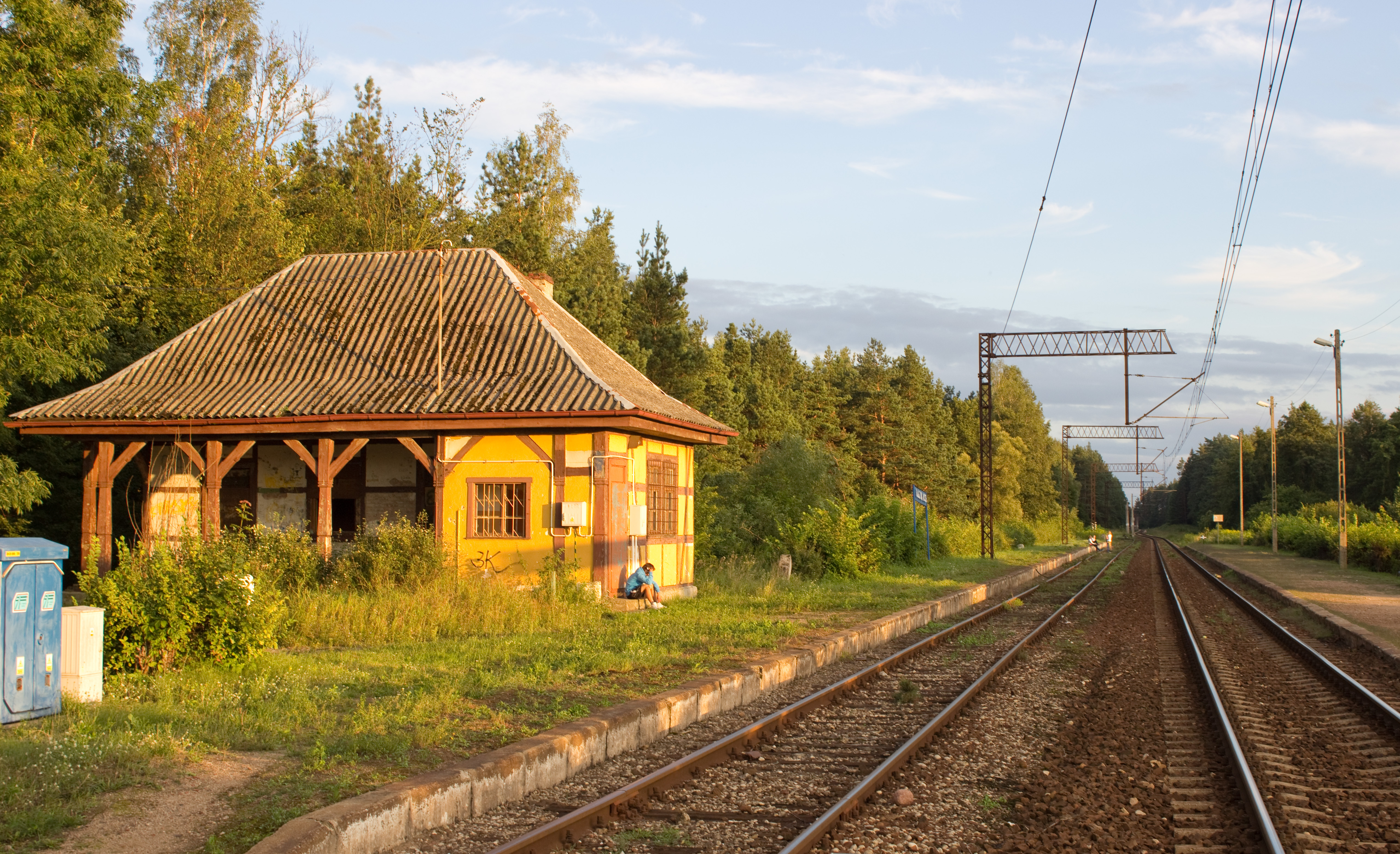
Przystanek Ełk Szyba Wschód

- Ełk Szyba Wschód
- Ełk Szyba Zachód
- Ełk Zachód (nieczynny)

## Ruch pociągów

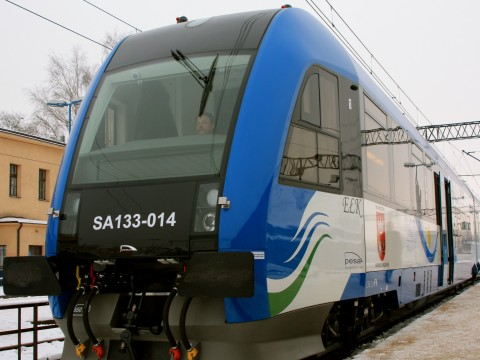
SZT SA133 o nazwie Ełk

Położenie węzła jako kluczowego na Mazurach i jedno z trzech kluczowych w województwie (obok olsztyńskiego i iławskiego) umożliwia podróż bezpośrednimi pociągami do szeregu miast położonych zarówno w województwach podlaskim i warmińsko-mazurskim (połączenia regionalne i krajowe), jak i w województwach dolnośląskim, łódzkim, mazowieckim, pomorskim, wielkopolskim, małopolskim, podkarpackim i zachodniopomorskim (połączenia krajowe). Stacja Ełk posiada bezpośrednie połączenia z ośmioma spośród siedemnastu polskich miast, mających ponad 200 tysięcy mieszkańców:
- Warszawa Centralna, Warszawa Wschodnia, Warszawa Zachodnia
- Kraków Główny, Kraków Płaszów
- Gdańsk Główny, Gdańsk Oliwa, Gdańsk Wrzeszcz
- Szczecin Dąbie, Szczecin Główny
- Białystok, Białystok Bacieczki, Białystok Starosielce
- Gdynia Główna
- Poznań Główny
- Toruń Główny, Toruń Miasto, Toruń Wschodni
- Wrocław Główny, Wrocław Mikołajów